# Lupinus shockleyi
Lupinus shockleyi är en ärtväxtart som beskrevs av Sereno Watson. Lupinus shockleyi ingår i släktet lupiner, och familjen ärtväxter. Inga underarter finns listade i Catalogue of Life.